# Leon Thorn

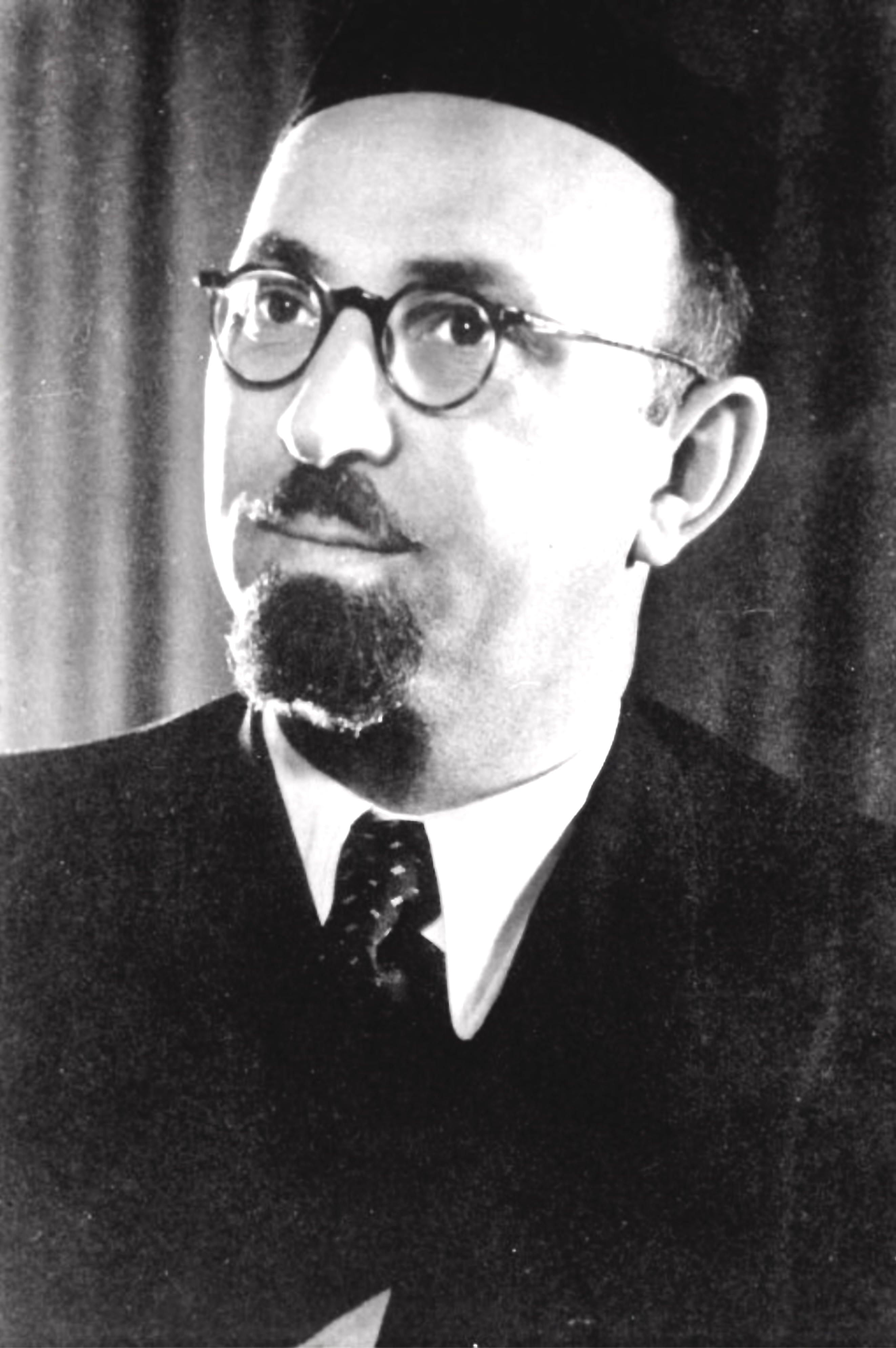
Rabbiner Leon Thorn, etwa Anfang der 1950er Jahre

Leon Leib Yehuda Thorn, auch: Leon Lejb Jehuda Thorn und Leo Thorn (geboren am 22. Juli 1907 in Schodnica bei Drohobycz, Galizien, Cisleithanien, Österreich-Ungarn; gestorben als Leon Thorne am 23. Februar 1978 in Brooklyn, Bundesstaat New York, Vereinigte Staaten), war ein österreichisch-polnisch-US-amerikanischer Rabbiner und Schriftsteller, der nach dem Ende des Zweiten Weltkrieges in Frankfurt am Main wirkte und dort diverse jüdische Organisationen und Schulen rekonstituierte und gründete. Mit seiner Buchveröffentlichung Out of the Ashes (1961) vermochte er sogar den Literatur-Nobelpreisträger Isaac Bashevis Singer zu beeindrucken.

## Familie
Leon Thorn wurde als Kind von Isaak „Itzele“ (Izak, Yitzchak) Thorn (ermordet am 4. Juli 1941 in Schodnica) und dessen Ehefrau Cecilie „Cyla“, geborene Backenroth, in eine wohlhabende jüdisch-galizische Familie geboren, die Ölquellen und Ölförderanlagen in den Karpaten besaß und betrieb, mit Schmiermitteln und Grundölen handelte.
Leon hatte einen jüngeren Bruder, David Tsvi (geboren am 11. Januar 1920 in Schodnica; gestorben als David Hersh Thorn 1972 in Brooklyn, New York, USA).
In Rzeszów heiratete Leon Thorn im Jahr 1945 Rachel Rosenthal (geboren am 1. Januar 1924 in Kaunas, Litauen). Aus der Ehe gingen vier Kinder hervor, zunächst zwei Jungen, Emanuel David (geboren am 1. Oktober 1945 in Dresden) und Irving Daniel (geboren am 18. Dezember 1951 in Brooklyn, New York, USA), danach zwei Mädchen, Risa Gail (geboren im Februar 1955 in Brooklyn, New York, USA) und Ziva Pearl.

## Schule, Studium und Promotion

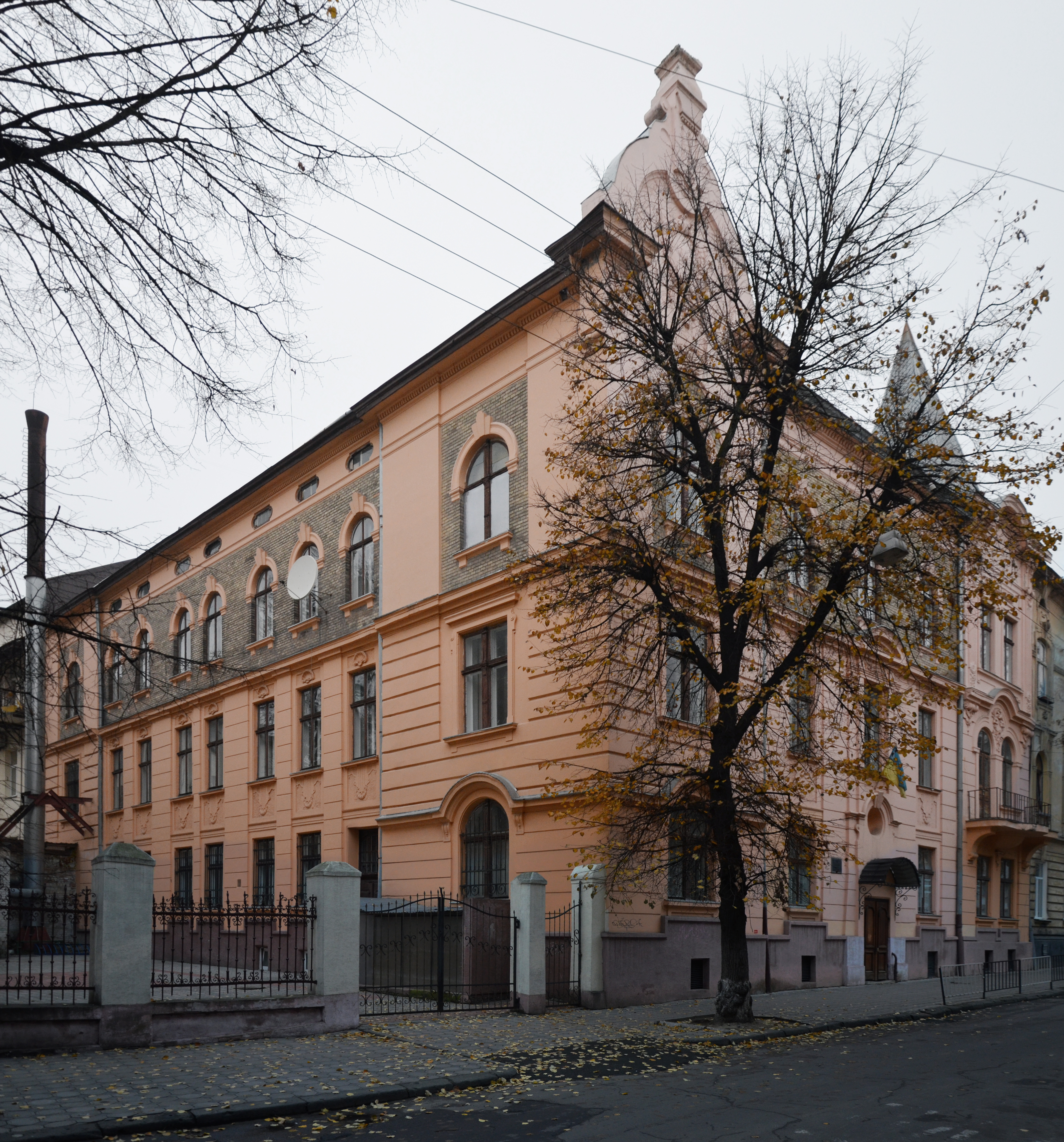
Leon Thorn absolvierte seine Gymnasialzeit am 10. Staatlichen Sienkiewicz-Lyzeum und Gymnasium in Lemberg

In der örtlichen Synagoge studierte Leon Thorn bereits als Kind den Talmud, „vom Morgengrauen bis zur Abenddämmerung“; es war ganz der Wunsch seines Vaters, dass aus Leon ein Rabbiner werde. Er absolvierte das nach Henryk Sienkiewicz benannte X. Staatliche Gymnasium in Lemberg, das er 1929 als Externer mit dem Diplom für die Hochschulreife abschloss, der Matura bzw. dem Abitur entsprechend. Anschließend studierte er vier Trimester an der philosophischen Fakultät der Universität Lemberg, zwei Semester an der philosophischen Fakultät der Universität Wien und an der Universität Breslau. Jüdische Theologie studierte er am Rabbinerseminar Torat Schlomo in Wien und am Jüdisch-Theologischen Seminar Fraenckel’sche Stiftung in Schlesiens Hauptstadt Breslau. Nach seiner Semicha (Ordination) war er dann als Rabbiner in den jüdischen Gemeinden von Briesen, Gollub und Stargard eingesetzt.
1933 promovierte er an der Julius-Maximilians-Universität in Würzburg zum Doctor philosophiae (Dr. phil.). Seine Dissertation titelte Das Problem der Eschatologie und der transcendenten Vergeltung bei Saadia ben Josef aus Fayum. Ein Beitrag zur jüdischen Religionsphilosophie des Mittelalters.

## Zweiter Weltkrieg und Schoáh
Am 1. Juli 1941 wurde seine Heimatstadt Schodnica durch die deutsche Wehrmacht besetzt, sein Vater neben 197 anderen Bewohnern Schodnicas durch Ukrainer, unterstützt von Wehrmachtsangehörigen, am 4. Juli ermordet. Leon Thorn wurde innerhalb des Generalgouvernements in den Ghettos von Sambor (hebr.: גטו סמבור), Drohobycz (hebr. גטו דרוהוביץ') und Lemberg (hebr. גטו לבוב) sowie im Zwangsarbeitslager Janowska (hebr. ינובסקה) interniert. Er konnte den Deutschen wiederholt entfliehen. Ab Herbst 1943 hielt er sich versteckt und hauste über eine Zeitspanne von 53 Wochen in einem kleinen privaten Bunker unterhalb des Schweinestalls eines polnischen Landwirts. Mit viel Glück entkam er der Schoáh. Im August 1944 wurde er durch das Eintreffen der Roten Armee befreit.
Seine spätere Ehefrau Rachel war im Ghetto Slabodka (Kauen, Kaunas, Kowno) interniert, wo sie durch den römisch-katholischen Priester Bronislovas „Bronius“ Paukštys (1897–1966) gerettet wurde.

## Nachkriegszeit in Polen und Deutschland

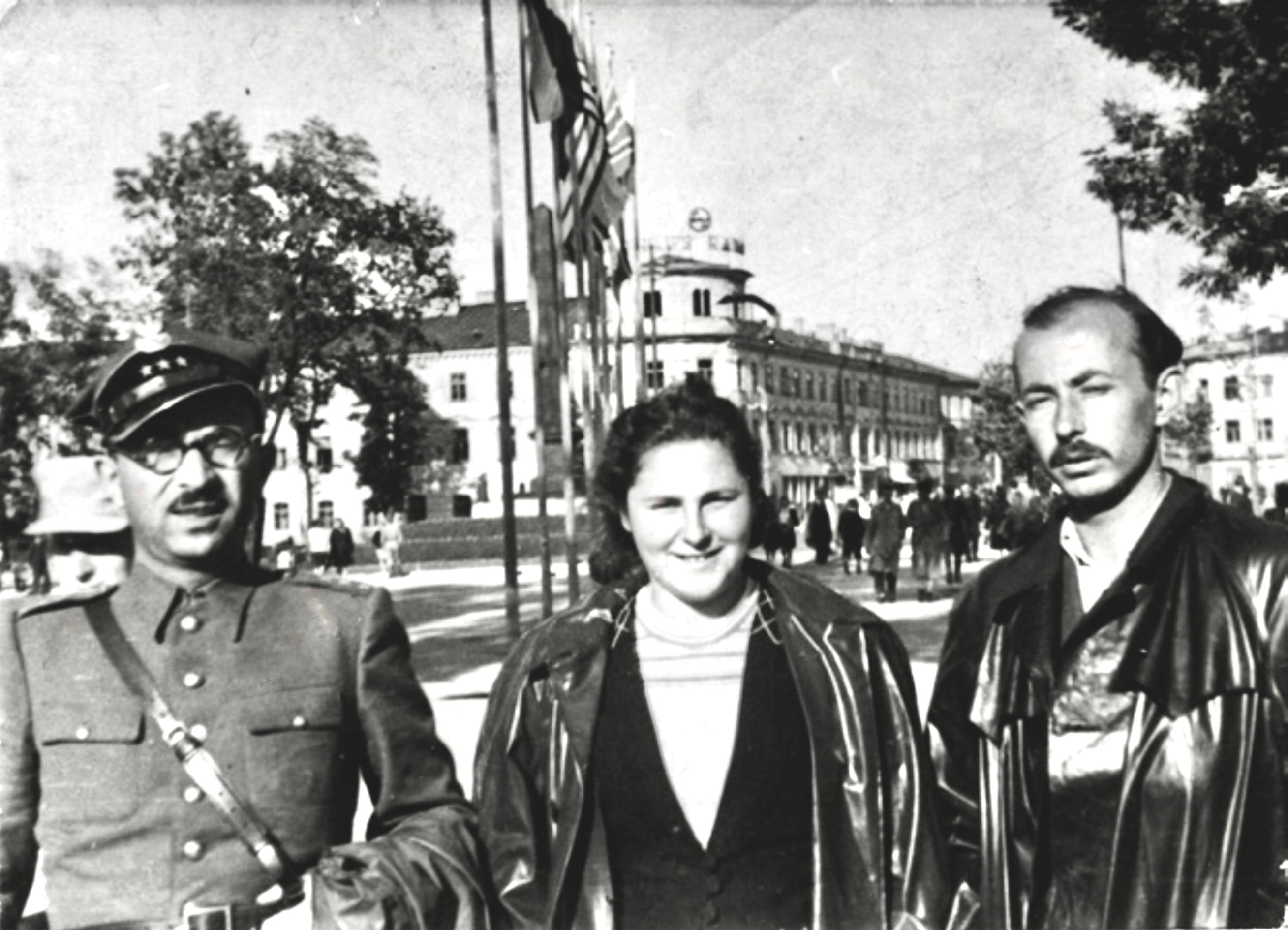
Feldrabbiner Leon Thorn mit Ehefrau Rachel, geb. Rosenthal, und Leons jüngerem Bruder David in Krakau, Polen, Frühjahr 1945

Von Februar bis Juli 1945 wirkte Leon Thorn im Rang eines Hauptmanns in Warschau als Feldrabbiner bei den Polnischen Streitkräften. Während seiner Abwesenheit unterstellten ihm polnische Antisemiten in Rzeszów aufgrund seiner Funktion als Rabbi, am behaupteten Ritualmord der 9-jährigen Bronisława Mendoń beteiligt gewesen zu sein. Deren Leichnam wies herauspräparierte Arm- und Beinmuskulatur und ein gehäutetes Gesicht auf. Er wurde in dem Haus aufgefunden, in dem Thorn wohnte. In dem Gebäude lebten allerdings auch eine größere Anzahl wechselnder Bewohner, die polizeilich nicht gemeldet waren.
Leon Thorn war eines der ersten Mitglieder des Zentralrates der Juden in Polen mit Sitz in Lublin, dessen Aufgabe darin bestand, die im Holocaust zerstörten jüdischen Gemeinden wiederaufzubauen.

### Dresden
Zusammen mit seiner im achten Monat schwangeren Ehefrau plante er im August 1945, sich aus der kommunistisch dominierten Volksrepublik Polen in die US-amerikanisch besetzte Zone Deutschlands abzusetzen. Über Görlitz erreichte er Dresden und wollte von dort zunächst weiter nach Leipzig. Stattdessen setzten in Dresden die Wehen ein, Rachel musste per Krankenwagen ins Krankenhaus, wo sie ihr erstes Kind, den Sohn Emanuel David, als Frühgeburt auf die Welt brachte. In der Folge gelang es der jungen Familie, in die Wohnung einer Dresdner Familie in der Königsbrücker Straße 39 aufgenommen zu werden, angesichts des Grades der Zerstörung der Stadt ein Glücksfall. Leon und sein Bruder David wurden jedoch nach einigen Tagen vom KGB festgenommen, nur David verhört und massiv verprügelt. Beide Brüder waren vier Wochen in getrennten Zellen auf unterschiedlichen Etagen inhaftiert. Sie wurden beschuldigt, für die Untergrundbewegung Bricha (hebr. בריחה = Flucht) Juden in und durch die sowjetisch besetzte Zone Deutschlands zu schleusen, deren Reiseziel Eretz Israel war, das Mandatsgebiet Palästina. Nach weiteren neun Tagen in einem Gefängnis wurden die Brüder zusammen mit 303 weiteren inhaftierten Juden zurück nach Polen abgeschoben; Rachel musste und durfte wegen ihres kleinen Babys Emanuel David vorläufig in Dresden verbleiben.

### Frankfurt am Main

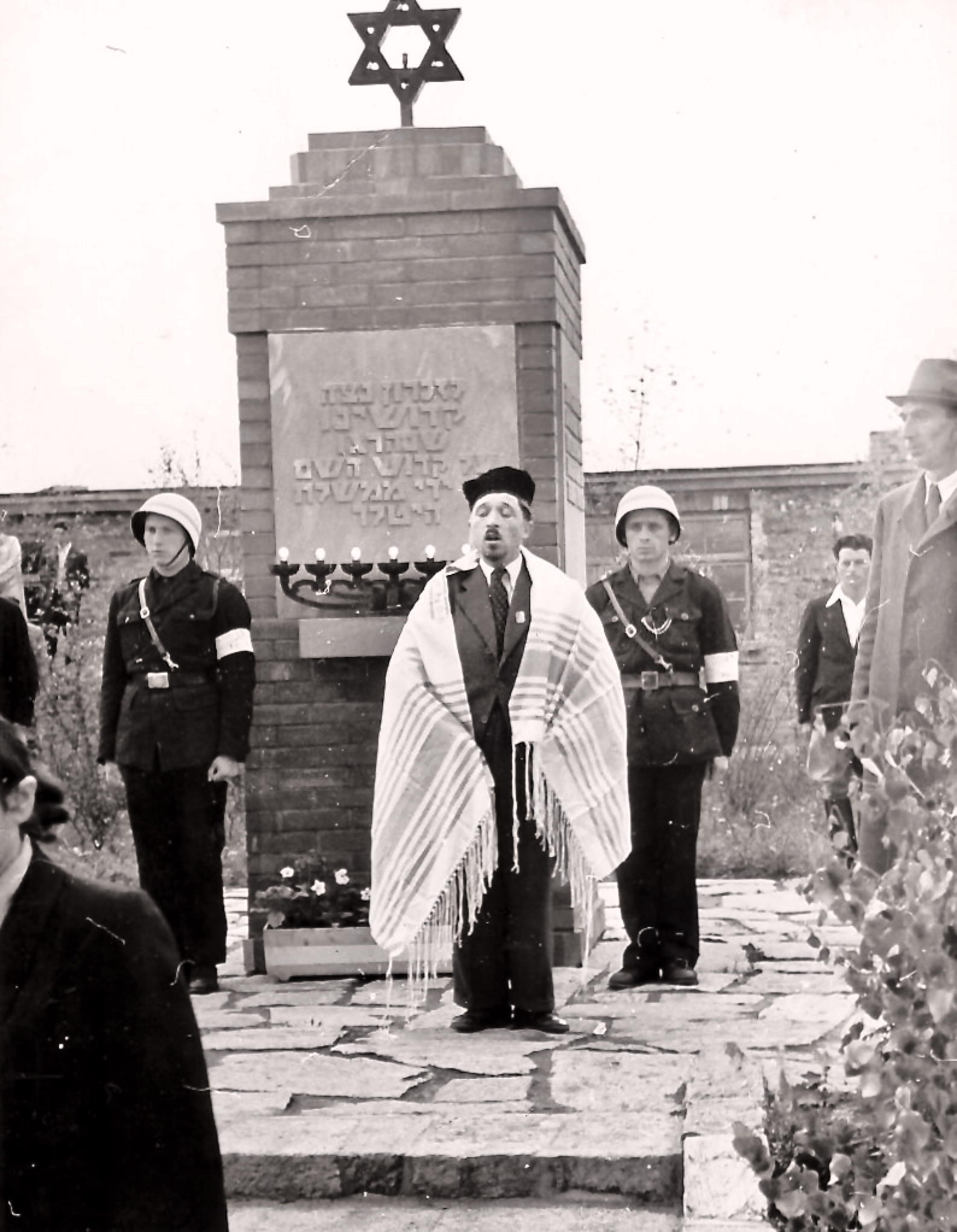
Denkmal-Einweihung im DP-Lager Frankfurt-Zeilsheim mit Rabbi Leon Thorn, 15. Mai 1946

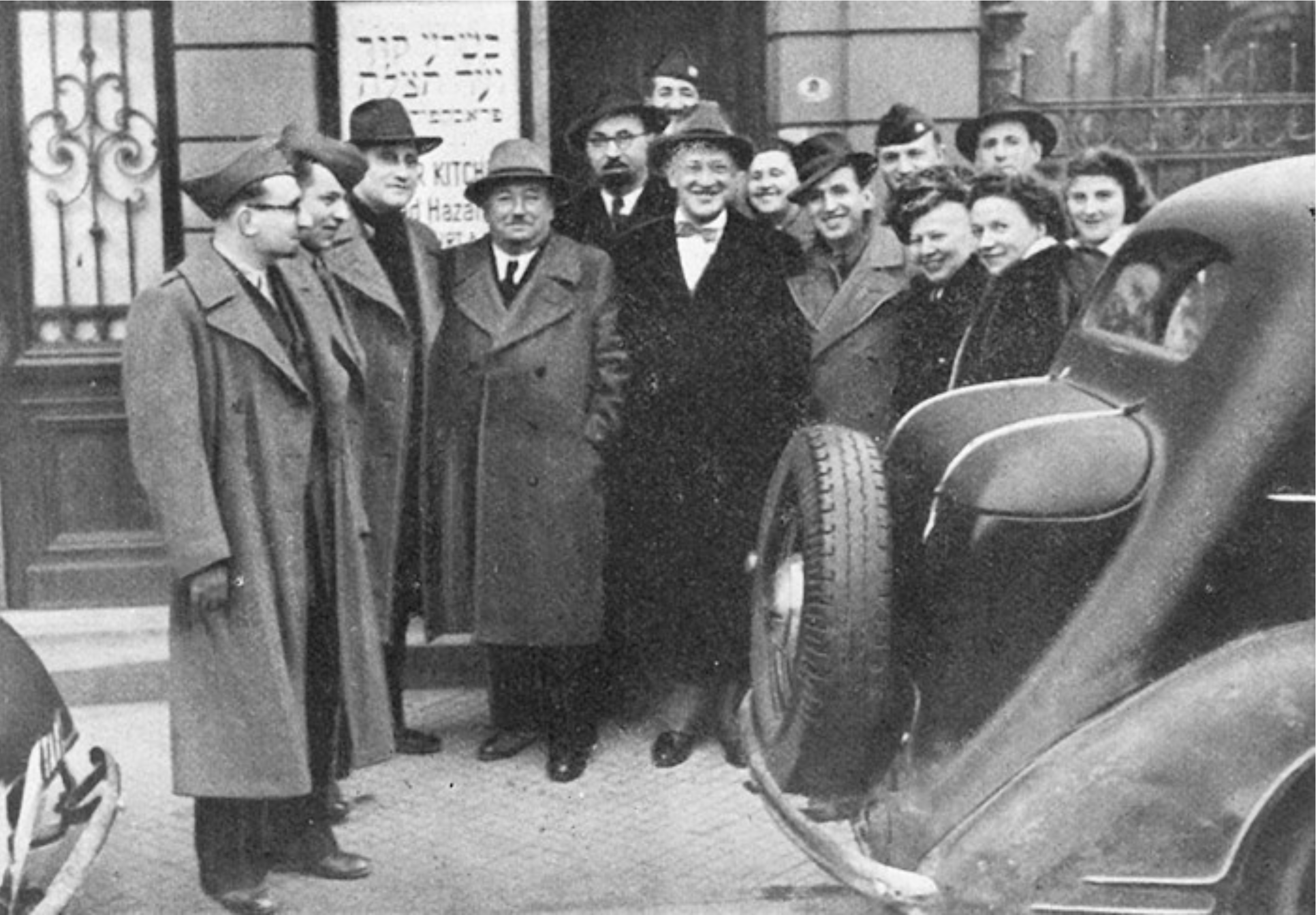
Einweihung der koscheren Volksküche in Frankfurts Stadtteil Ostend (Bildmitte: Rabbi Thorn, mit Brille und Bart), 14. Oktober 1947

In Frankfurt am Main lebten bis zum Ende der Weimarer Republik prozentual am meisten Juden in Deutschland, rund fünf Prozent (rund 29.000 Bürger). Etwas über die Hälfte davon konnte während der Zeit des Nationalsozialismus emigrieren. Nicht mehr als 200 hatten die Schoa innerhalb der Stadt überlebt. Von 1946 bis 1948, als tausende jüdische Überlebende, Deutsche und Osteuropäer, weit überwiegend temporär in Frankfurt strandeten, war Leon Thorn als Rabbiner des Komitees der befreiten Juden Zeilsheim bei Frankfurt am Main und als Redakteur der Zeitschrift Jeschurun tätig. Am 15. Mai 1946, dem ersten Jahrestag der Befreiung, weihte er ein großes Denkmal mit aufgesetztem Davidstern im DP-Lager Frankfurt-Zeilsheim ein, „im Gedenken an unser liebes Volk, das unter der Nazi-Herrschaft ermordet wurde“. Für die überlebenden deutschen Juden zuzüglich jüdischer Displaced People (DP), die vor allem aus Polen bzw. Osteuropa stammten, richtete er in Frankfurt eine Wohltätigkeitskasse und eine Nachmittagsschule ein, außerdem eine am 14. Oktober 1947 in der Theobald-Christ-Straße 5–7 eröffnete Volksküche (Zitat in Jiddisch: „Dinstik, dem 14tn Oktober, iz in Frankfurt forgekumen di fajerleche Derefnung fun a koszere Kich“ – wörtliche Übersetzung: Dienstag, dem 14ten Oktober, ist in Frankfurt vorgekommen die feierliche Eröffnung von einer koscheren Küche), deren Eröffnungsansprache er anlässlich der Einweihungsfeier im Großen Saal des Philanthropin neben Rabbiner Nathan Baruch (1921–2001; 1946 bis 1949 Direktor des Vaad Hatzala Deutschland) und US-General Thomas Leonard Harrold hielt. Die Wiedereröffnung der durch die Nationalsozialisten am 30. März 1939 geschlossenen Samson-Raphael-Hirsch-Schule am Zoologischen Garten geht auf seine Initiative zurück. In die Zeit seines Rabbinats in Frankfurt am Main fiel die am 1. Februar 1948 beschlossene Wiederbegründung der Jüdischen Gemeinde der Stadt. Insgesamt manifestierte er ebenso wie sein Kollege, Rabbiner Uri Bluth (geboren am 15. Juli 1904 in Podgórze), dass deutsche und osteuropäische Juden, deren Mentalitätsunterschiede häufig deutlich zutage traten, nebeneinander existierten, bis zur Schließung des DP-Lagers 1949 aber nicht wirklich zusammenkamen.

## Vereinigte Staaten

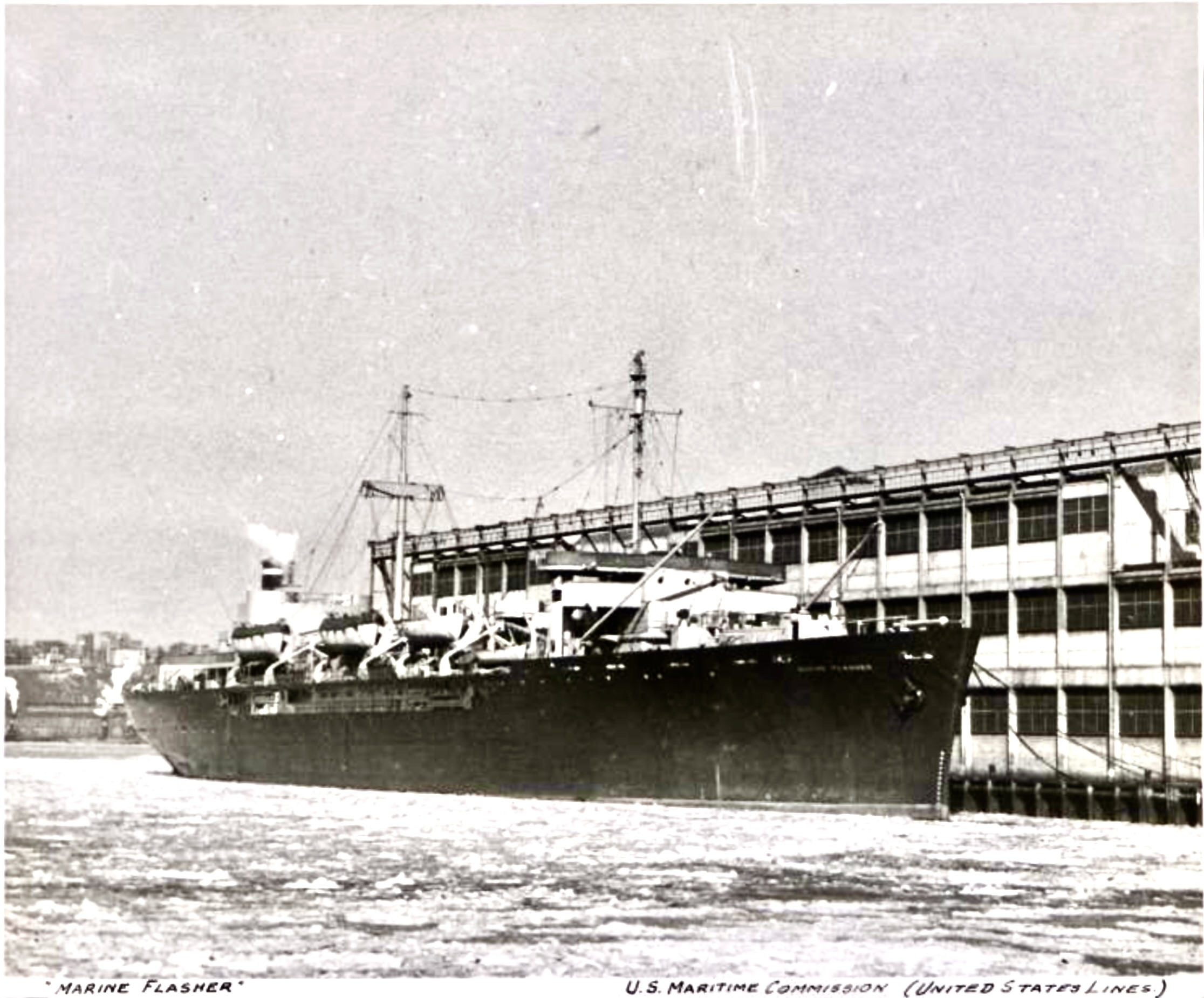
Marine Flasher am Kai in Liverpool, 1945

Im Mai 1948 emigrierte er zusammen mit seiner Ehefrau und seinem 2-jährigen Sohn Emanuel David von Bremerhaven aus mit dem Dampfer Marine Flasher in die Vereinigten Staaten; 1954 erhielten er und seine Ehefrau Rachel die amerikanische Staatsbürgerschaft. Ihren Familiennamen Thorn behielten sie ausweislich der Registrierung anlässlich der Einbürgerung und den nachfolgenden Eintragungen in den örtlichen Telefonbüchern bis etwa 1961 bei.
Leon Thorns Tagebuch, in deutscher Sprache verfasst, hatte er in seinem Versteck, einem kleinen unterirdischen Bunker unter dem Schweinestall eines polnischen Bauern, zu seinen Memoiren umgearbeitet. Diese erschienen 1961 in einer zunächst noch etwas ungelenken englischsprachigen Übersetzung unter dem Titel Out of the Ashes. Literatur-Nobelpreisträger Isaac Bashevis Singer charakterisierte Thorns Werk, das aufgrund der Beschreibung der Zustände kaum dokumentierter Ghettos und eines antisemitischen polnischen Nachkriegspogroms als seltenes Zeitdokument gilt, als „bittere Wahrheit“.

„Who needs the great literary works, to what purpose the writings of Tolstoy, Dostoevsjy, or Proust, when Dr. Thorne can, in simple language, without exaggeration or embellishment, give us the entire bitter truth. Those who still harbor illusions about the human species would be easily cured if they would read each day a chapter of Dr. Thorne's book.“

Mit der Buchveröffentlichung fügte Leon Thorn seinem Familiennamen ein e hinzu und nannte sich nun Thorne, was auch im Telefonbuch von Brooklyn verzeichnet wurde.
Leon Thorn war in New York zuletzt als Krankenhauskaplan tätig. Er verstarb im Alter von 70 Jahren.
Die 2018 erschienene ergänzte und von dem Germanisten Daniel H. Magilow und Thorns ältestem Sohn Emanuel David überarbeitete Fassung seines Buches trägt den Titel It Will Yet Be Heard: A Polish Rabbi’s Witness of the Shoah and Survival.

## Werke
- Leon Thorn: Das Problem der Eschatologie und der transcendenten Vergeltung bei Saadia ben Josef aus Fayum. Ein Beitrag zur jüdischen Religionsphilosophie des Mittelalters. Inaugural-Dissertation zur Erlangung der Doktorwürde eines Doctor philosophiae, Julius-Maximilians-Universität Würzburg, datiert auf 1933, D. Rothenberg, Breslau 1935.[27]
- Leon Thorn: Tagebuch, deutschsprachig verfasst (in maschinenschriftlicher Transkription im Besitz von Leon Wieseltier, Redakteur der Literaturzeitschrift The New Republic in New York City; zu Forschungszwecken übergeben an Jan T. Gross)
- als Leon Thorne: Out of the Ashes. Vorwort von Isaac Bashevis Singer. Bloch Publishing Co., New York City 1961, ISBN 0-8197-0394-X; Neuauflagen: 1976, 1983[57]
- Leon Thorne: It Will Yet Be Heard: A Polish Rabbi’s Witness of the Shoah and Survival. Daniel H. Magilow und Emanuel D. Thorne (Hrsg.). Vorwort von Isaac Bashevis Singer. Rutgers University Press, New Brunswick, Camden, Newark, New Jersey 2018, ISBN 978-1-978801-65-3.